# Zebra Technologies
Zebra Technologies is een internationaal bedrijf uit, Lincolnshire, Illinois, Verenigde staten, dat markerings-, tracking- en computerafdruktechnologieën produceert en verkoopt. Het bedrijf heeft kantoren in 26 landen.